# Francis Valentine O’Connor
Francis Valentine O’Connor (* 14. Februar 1937 in New York City; † 20. November 2017 ebenda) war ein amerikanischer Kunsthistoriker.

## Leben
O’Connor wurde 1937 als Sohn des Bankangestellten Frank J. O’Connor (1904–1974) und dessen Frau Blanche Valentine (1900–1974) geboren. Er besuchte das Manhattan College, wo er 1959 einen Bachelor in Anglistik erwarb. Anschließend studierte er an der Johns Hopkins University und erlangte 1960 einen Master in Kreativem Schreiben. Er begann im Anschluss daran eine Promotion im Fach Kunstgeschichte bei Christopher Gray mit einer Arbeit über die frühen Jahre von Jackson Pollock, die er 1965 abschloss. Die Erkenntnisse mündeten 1967 in einem Katalog zu der Pollock-Retrospektive im Museum of Modern Art, der die Forschung aus der Dissertation zusammenfasste.
Schon 1964 begann er an der University of Maryland als Assistenzprofessor zu lehren und wechselte 1966 an das Johns Hopkins’ Evening College. Im gleichen jahr erhielt er ein Stipendium des National Endowment for the Arts und forschte über das New-Deal-Programm im Bereich der Bildenden Künste im Staat New York. 1970 ging O’Connor als wissenschaftlicher Mitarbeiter an die National Collection of Fine Arts, die heute Teil des Smithsonian American Art Museum ist. Außerdem unterrichtete er immer wieder als Gastdozent an der Johns Hopkins University, der American University und des Corcoran College of Art and Design. Von 1972 bis 1977 war er außerordentlicher Professor an der Union Graduate School und Dozent am Studienprogramm des Whitney Museum of American Art. Ab 1972 bildete er gemeinsam mit dem Kunsthändler Eugene V. Thaw, der Pollock-Witwe Lee Krasner, dem Kurator William S. Lieberman und dem Kunsthändler Donald McKinney eine Kommission zur Beurteilung der Authentizität von tausenden Werken des Künstlers Jackson Pollock. Diese Tätigkeit mündete 1978 in einem vierbändigen Werkverzeichnis. 1995 erschien dazu ein Ergänzungsband.
In den 1980er Jahren beschäftigte O’Connor sich intensiv mit der Geschichte der amerikanischen Murals und erhielt für seine Forschungen ein Stipendium der United States Capitol Historical Society. 1982 war er einer der Mitbegründer der Association of Independent Historians of Art (AIHA). 1990 hatte er die Robert-Sterling-Clark-Gastprofessur für Kunstgeschichte am Williams College inne und 1993 war er Gastprofessor für Kunstgeschichte an der George Washington University in Washington, D.C.

## Werke
- Jackson Pollock. The Museum of Modern Art, New York, 1967
- The New Deal Art projects. An Anthology of Memoirs. Smithsonian Institution Press, Washington, 1972
- mit Eugene Thaw: Jackson Pollock: A Catalogue Raisonné of Paintings, Drawings, and Other Works. 4 Bände, Yale University Press, New Haven, 1978
- Jackson Pollock: The Black Pourings, 1951 to 1953. Institute of Contemporary Art, Boston, 1980
- Jackson Pollock: A Catalogue Raisonné of Paintings, Drawings, and Other Works. Supplement, Yale University Press, New Haven, London, 1995
- Charles Seliger: Redefining Abstract Expressionism. Hudson Hills Press, New York, 2003